# Luttrell (Tennessee)
Luttrell é uma cidade  localizada no estado norte-americano de Tennessee, no Condado de Union.

## Demografia
Segundo o censo norte-americano de 2000, a sua população era de 915 habitantes.
Em 2006, foi estimada uma população de 949, um aumento de 34 (3.7%).

## Geografia
De acordo com o United States Census Bureau tem uma área de
10,2 km², dos quais 10,2 km² cobertos por terra e 0,0 km² cobertos por água. Luttrell localiza-se a aproximadamente 366 m acima do nível do mar.

## Localidades na vizinhança
O diagrama seguinte representa as localidades num raio de 24 km ao redor de Luttrell.